# بئر معين
بير ماعين، قرية فلسطينية مهجرة، تقع في الجنوب الشرقي لمدينة الرملة، تبعد إلى الغرب من طريق رام الله– الرملة مسافة 3 كم تقريبًا، وترتبط بقرية بيت سيرا الواقعة على هذه الطريق بدرب ضيق. كما تربطها دروب أخرى بالقرى المجاورة كالبرج، صفا، برفيلية، بيت شنّة وسلبيت.
نشأت قرية بير ماعين فوق رقعة متموّجة ترتفع نحو 275م عن مستوى سطح البحر في أقصى الطرف الشرقي للسهل الساحلي الأوسط، ضمن المنطقة الانتقالية التي تمثل القواعد الغربية لمرتفعات رام الله. بيوتها مبنية باللبن والحجر، اتخذ مخططها شكل المستطيل في القسم الشمالي، وشكل الدائرة في القسم الجنوبي، وكان يخترق القرية درب ممهد يفصل بين القسمين. في أواخر عهد الانتداب توسعت القرية عبر نموها العمراني الذي اتجه نحو الشمال الغربي، وأصبحت مساحتها 9 دونمات. اشتملت القرية على بئر ماء للشرب قديمة أخذت القرية منها اسمها، وعلى مدرسة ابتدائية تأسّست في عام 1934، كانت ملاصقة للمسجد. وفيها أيضًا مقامات بعض الصالحين.
في عام 1948 تعرضت القرية لعدوان اليهود الذين طردوا سكانها ودمروها.

## سكان القرية
بلغ عدد سكان بير معين في عام 1922 نحو 289 نسمة، ازداد عددهم في عام 1931 إلى 355 نسمة، كانوا يقيمون في 85 بيتًا، وفي عام 1945 قدر عدد السكان بنحو 510 نسمات. في عام 1998 يقدّر تعداد اللاجئين الذين يُنسبون لقرية بير مُعين بنحو 3,633.

## احتلال القرية وتطهيرها عرقيًّا
سيطرت القوات الإسرائيلية على طريق رام الله- اللطرون العام باحتلالها هذه القرية في 15-16 تموز/ يوليو 1948؛ كان هذا هدف المرحلة الثانية من «عملية داني» بعد الاستيلاء على اللد والرملة.
يروي «تاريخ حرب الاستقلال» أنّ الوحدات التي اشتركت في الاستيلاء على القرية كانت مؤلفة من الكتيبتين الأولى والثانية في لواء «يفتاح». وفي هجوم مضاد شُن بعد ظهر 16 تموز/ يوليو، تعرض الجيش العربي الأردني لخسائر جسيمة عندما حاول، بلا طائل، استنقاذ قريتي سلبيت وبرفيلية المجاورتين. في اليوم التالي، نقلت وكالة «اسوشيتد برس» أنّ القوات الإسرائيلية المرابطة في قريتي بير مُعين والبرج أخضعت طريق اللطرون- رام الله العام لنيران أسلحتها الخفيفة.

## القرية اليوم
لا يزال بناءان يشاهدان في الموقع. كما يُستعمل قسم من الأراضي المحيطة حقلًا للرماية، وغير ذلك من الأغراض العسكرية الإسرائيلية. أما القسم الآخر فيزرعه الإسرائيليون.

## المستعمرات الإسرائيلية على أراضي القرية
في سنة 1986، أُنشئت مستعمرة مكابيم العسكرية على أراضي القرية.